# Lewi Pethrus

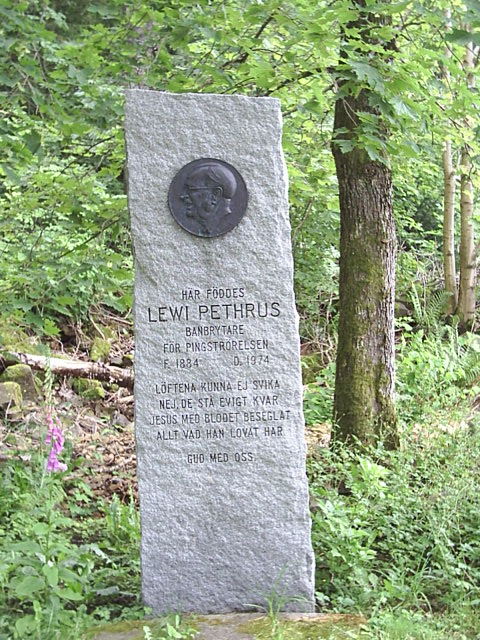
Gedenkstein am Geburtsort

Lewi Pethrus, eigentlich Petrus Lewi Johansson (* 11. März 1884 in Västra Tunhem; † 4. September 1974 in Stockholm), war Pastor in Schweden und gilt als „Vater der schwedischen Pfingstbewegung“. Er war auch einer der Initiatoren und Gründer der Christdemokratischen Partei Schwedens.

## Leben
Seine berufliche Karriere begann der Sohn einer armen Arbeiterfamilie als Schäferjunge und verdiente schon mit elf Jahren sein Geld als Hirte. Lewi Pethrus machte eine Ausbildung zum Schuhmacher und organisierte sich in der Gewerkschaft. 1899 wurde er in der baptistischen Kirche in Vänersborg getauft und begann bald darauf als Prediger zu wirken. 1903 gab er seine Stelle als Fabrikarbeiter auf und zog 1904 nach Stockholm, wo er am Betelseminar zum Pastor ausgebildet wurde. 1906 wurde er Pastor der Baptistengemeinde in Lidköping und 1910 der Filadelfiagemeinde in Stockholm.
1907 war Lewi Pethrus in Oslo mit der Pfingstbewegung in Kontakt gekommen, deren Lehre er übernahm. Sein Wirken in der Filadelfiagemeinde in Stockholm führte 1913 zum Bruch mit der Schwedischen Baptistengesellschaft, aus der er und seine Gemeinde ausgeschlossen wurden. Sie gründeten daraufhin die erste Pfingstgemeinde Schwedens.
Pethrus gründete 1911 eine Sozialeinrichtung, 1912 ein Verlagshaus, 1915 eine Bibelschule, 1916 die Zeitschrift Evangelii Härold (die er bis 1960 redigierte), 1942 eine Schule, 1945 die pfingstlerische Tageszeitung Dagen (deren Chefredakteur er bis Lebensende war), 1952 eine Bank und 1955 das evangelistische, fast weltweit zu hörende IBRA-Radio.
Pethrus engagierte sich auch in der ökumenischen Bewegung.  Bis zu seinem offiziellen Ruhestand im Jahre 1958 war er Pastor der Filadelfiagemeinde in Stockholm, blieb aber bis 1974 in der internationalen Pfingstbewegung aktiv.
Weit verbreitet wurden auch Pethrus' Lieder, die zumeist in dem von ihm selbst redigierten Gesangbuch Segertoner (1930) veröffentlicht wurden. Das Lied Löftena kunna ej svika wurde in mehrere Sprachen übersetzt und auch in das Gesangbuch der lutherischen Schwedischen Kirche aufgenommen.
1950 wurde Pethrus für seine Verdienste um die weltweite Pfingstbewegung vom Wheaton College mit der Ehrendoktorwürde ausgezeichnet. König Carl XVI. Gustaf verlieh ihm 1974 den Wasaorden.

## Schriften (Auswahl)
- Der Wind weht, wo er will. Notwendigkeit und Auswirkung der Geistestaufe im Christenleben. Leuchter Verlag, Erzhausen. ISBN 3-87482-061-0
- Reine Gemeinde, das Ziel biblischer Gemeindezucht (Christian Church Discipline). Dynamis Verlag, Kreuzlingen 1980